# Krzysztof Jędrysek

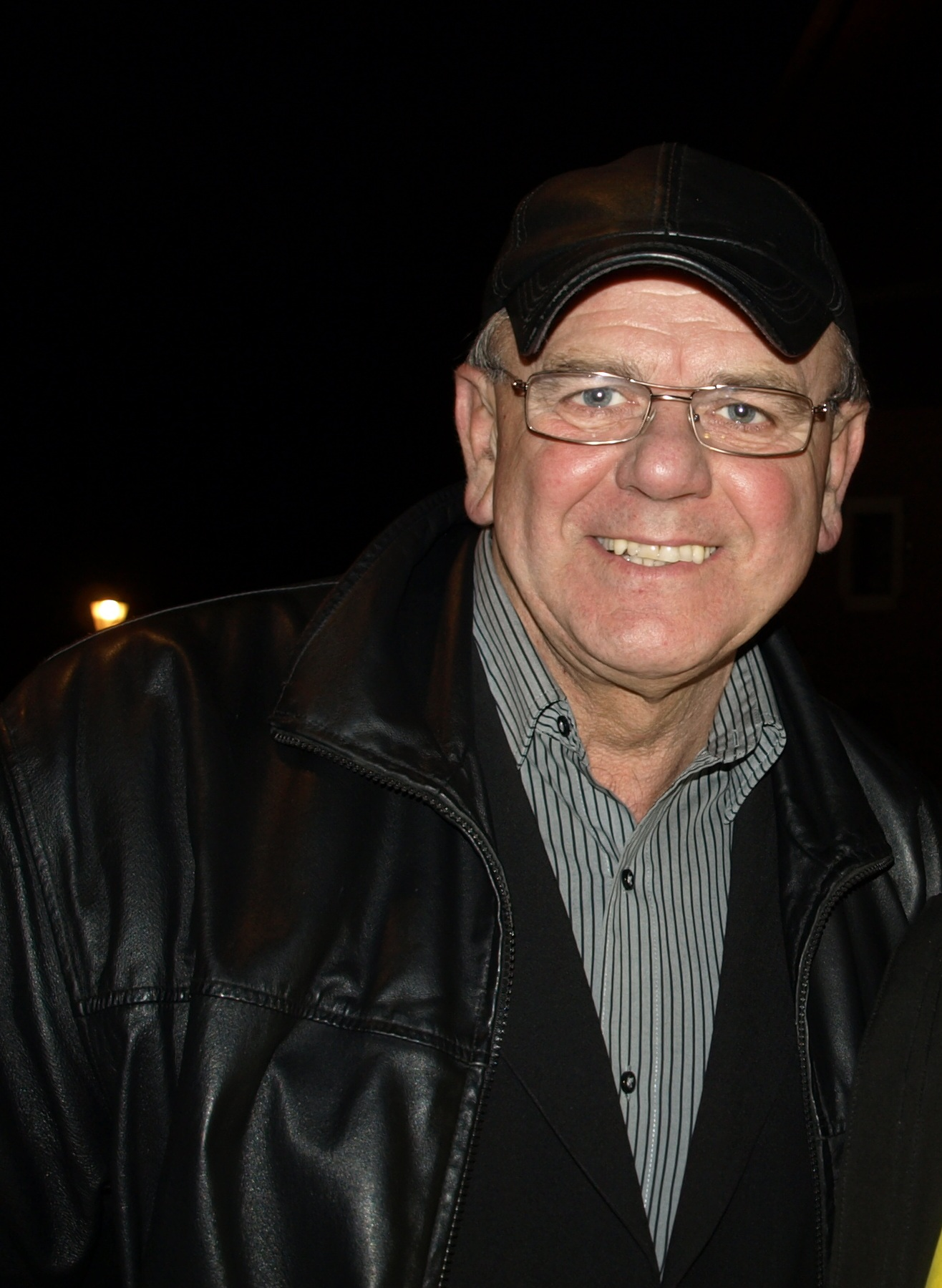
Krzysztof Jędrysek, 2014

Krzysztof Jędrysek (* 12. Juni 1950 in Chełm) ist ein polnischer Schauspieler.

## Leben
Krzysztof Jędrysek wuchs in der ostpolnischen Stadt Chełm in der Woiwodschaft Lublin auf.
Jędrysek absolvierte seine professionelle Schauspielausbildung bis Mitte der 1970er-Jahre an einer Schauspielschule in Krakau. Seit 1978 wirkte er als Schauspieler vor der Kamera in über 20 Film-und-Fernsehproduktionen mit. Als Bühnendarsteller wirkte er zudem an verschiedenen Theaterhäusern in ganz Polen in mehreren Theaterstücken mit.

## Filmografie (Auswahl)
- 1978: Über sieben Brücken musst du gehen
- 1984: Nostalgia
- 1989: Virtuti
- 1990: Crimen
- 1996: Gry uliczne
- 2003: Koniec wakajci
- 2004–2008: Glina (Fernsehserie)
- 2010: Swiety interes
- 2013–2014: Lekarze (Fernsehserie)
- 2021: Pani Basia
- 2022: Herkules